# Tecuelhuetzin
Tecuelhuetzin Xicohténcatl (1501, Tlaxcala – 1537, Antigua Guatemala), sería después bautizada como María Luisa Xicohténcatl por los conquistadores españoles, fue hija del jefe de Tlaxcala Xicohténcatl el viejo y hermana del general Xicohténcatl el joven. La casaron en 1519 con Pedro de Alvarado para consolidar la alianza entre los tlaxcaltecas y los españoles con el fin de derrotar al Imperio mexica.

## Biografía
En 1519, Tecuelhuetzin, hija del Huehue Xicohténcatl y señora de Tlaxcala, fue ofrecida por su padre como esposa para Hernán Cortés, pero este la declinó al hallarse ya casado y la cedió a su lugarteniente Pedro de Alvarado. Tecuelhuetzin fue bautizada en la religión católica como Luisa, y fue unida en matrimonio a Alvarado por el rito indígena en un casamiento que incluyó a otras cuatro princesas con sus respectivos capitanes españoles.
A pesar del bautizo, al no haber sido la propia boda una ceremonia católica, Alvarado tendría libertad legal para casarse en 1528 con Francisca de la Cueva (hermana de su siguiente y última esposa, Beatriz de la Cueva) por el rito cristiano. Sin embargo, el enlace seguiría siendo vinculante para Tlaxcala, donde se practicaba la poligamia como en el resto de Mesoamérica, y el estatus nobiliario de Luisa le granjeó el correspondiente tratamiento en la Nueva España durante el resto de su carrera.
Dotada de una escolta tlaxcalteca que incluía a algunos de sus propios hermanos, Tecuelhuetzin acompañó a los españoles a Tenochtitlan, de donde escapó con ellos en la llamada Noche Triste.
Con Alvarado tuvo un hijo llamado don Pedro que nació en Tutepeque, y una hija llamada Leonor Alvarado Xicohténcatl nacida en Utatlán. Se piensa que pudo haber un tercer hijo, llamado Diego o Francisco, mas esto aún no se ha probado. En todo caso, sería la única de las esposas de Alvarado en darle descendencia.
Acompañó a Alvarado a la conquista de Guatemala, donde murió en 1537 de una neumonía agravada. El Obispo de Guatemala celebró su funeral, y está enterrada en los bajos de la Catedral de la ciudad de Antigua Guatemala, en el país del mismo nombre.

## Mujeres en la conquista del Imperio azteca
Tecuelhuetzin es una de las pocas mujeres que se incluyen en las crónicas de la conquista. Otras mujeres importantes que vivieron estos acontecimientos fueron Malintzin o la Malinche (la intérprete de Cortés), Tecuichpo o Isabel Moctezuma (la hija de Motecuhzoma y esposa de Cuauhtémoc) y María de Estrada.

## Representaciones en ficción
Tecuelhuetzin sale como personaje en: 
- La niña blanca y los pájaros sin pies, novela de 1992 de la escritora nicaragüense Rosario Aguilar.[cita requerida]
- Malinche (serie), serie del Canal Once del 2018.[5]
- Hernán (serie de televisión), serie del 2019. Interpretada por la actriz Mabel Cadena.[6]